# Sapium cuneatum
Sapium cuneatum är en törelväxtart som beskrevs av August Heinrich Rudolf Grisebach. Sapium cuneatum ingår i släktet Sapium och familjen törelväxter. IUCN kategoriserar arten globalt som nära hotad.
Artens utbredningsområde är Jamaica. Inga underarter finns listade i Catalogue of Life.